# نادي سان سباستيان دي لوس رييس
نادي سان سباستيان دي لوس رييس، المعروف أيضا باسم سانسي هو نادي كرة قدم إسباني يتمركز في سان سباستيان دي لوس رييس، في منطقة مدريد ذاتية الحكم. تأسس في 1971 ويلعب في الدرجة الثانية ب – المجموعة 1، ويستظيف مبارياته في ملعب نويفو ماتابينيونيرا، بسعة 3000 شخص.